# کیرشهف
کیرشهف نام خانوادگی در آلمان است و می‌تواند در موارد زیر به‌کار رود:
- گوستاو کرکهاف (به آلمانی: Gustav Robert Kirchhoff) ‏ (۱۸۲۴ - ۱۸۸۷) فیزیکدان آلمانی
- کونستانتین سیگیزموندوویچ کرکهاف (۱۷۶۴ - ۱۸۳۳) شیمی‌دان آلمانی - روس
- کرکهاف (دهانه)، دهانه‌ای برخوردی در ماه